# Ghalanai
Ghalanai (paszto: غلنۍ) – miasto położone w obrębie Chajber Pasztunchwa na północnym zachodzie Pakistanu, stolica Agencji Mohmand. W grudniu 2010 r. doszło w tym mieście do zamachu terrorystycznego, w którym zginęły 43 osoby.